# Direktverbindung
Eine Direktverbindung in der Informations- und Kommunikationstechnik (IKT) ist eine direkte, unmittelbare Verbindung zwischen zwei Punkten oder Orten. Aus dem Englischen kommt der synonyme Fachbegriff Point-to-Point[-Connection] – zu deutsch: Punkt-zu-Punkt[-Verbindung] (Abkürzung PP oder PTP). Umgangssprachlich wird zudem mitunter der Ausdruck „von A nach B“ verwendet (vgl. A- und B-Teilnehmer).
Direktverbindungen lassen sich nach ihrer Topologie wie folgt unterscheiden:
| Bezeichnung              | Bezeichnung        | Abkürzung | Erläuterung | Beispiel                                                      | entspricht Adressierungsart     |
| ------------------------ | ------------------ | --------- | --- | ------------------------------------------------------------- | ------------------------------- |
| englisch                 | deutsch            | Abkürzung | Erläuterung | Beispiel                                                      | entspricht Adressierungsart     |
| Point-to-Point           | Punkt-zu-Punkt     | PTP / P2P | Direktverbindung im eigentlichen Sinne: der Verbindungsweg ohne Zwischenstation, darunter fällt z. B. die Kommunikation in den unteren Netzwerkschichten = Layern 1–2 im OSI-Modell | (direkte) Kommunikation zwischen Computer und Peripheriegerät | Unicast                         |
| End-to-End bzw. Multihop | Ende-zu-Ende       | E2E       | ein PTP-Weg mit Zwischenstationen (auf den höheren Netzwerkschichten = Layern 3–7 im OSI-Modell)                                                                                    | Internet, LAN mit Router                                      | Unicast                         |
| Point-to-Multipoint      | Punkt-zu-Mehrpunkt | PTMP      | Stern-Topologie | Fernsehen                                                     | Multicast / Broadcast; Downlink |

Je nachdem, ob im Weg übergeordnete Instanzen sitzen, um eine Direktverbindung zwischen zwei Teilnehmern herzustellen, spricht man
- vom Client-Server-Modell mit einer solchen Instanz
- vom Peer-to-Peer-Modell (P2P) ohne eine solche Instanz.

Typische Anwendungsbeispiele:
- In der Kommunikationstechnik ist eine Direktverbindung eine Verbindung, wie sie auch beim Telefon vorkommt: während des Gesprächs ist eine Leitung im Netz nur für die beiden Gesprächspartner reserviert (→ Leitungsvermittlung).
- Bei ISDN wird unterschieden zwischen PTP (bei Anlagen oder Primärmultiplexanschluss) und PMTP (beim Basisanschluss). Bei Prüfung einer ISDN-Verbindung muss daher je nach Anschlusstyp im Prüfgerät zwischen diesen beiden Topologien umgeschaltet werden.
- Das Tunneln, eine Methode, Direktverbindungen innerhalb anderer Verbindungssysteme aufzubauen.